# Мери Марта Шервуд
Мери Марта Шервуд (рођена Бат; 6. маја 1775 – 22. септембар 1851) је била енглески писац за децу из деветнаестог века. Од њених више од четири стотине дела, најпознатији су The History of Little Henry and his Bearer (1814) и две серије The History of Henry Milner (1822–1837) и The History of the Fairchild Family (1818–1847). Њен евангелизам је прожимао њена рана дела, али каснија дела покривају уобичајене викторијанске теме као што је породични живот.
Мери Марта Бат се удала за капетана Хенрија Шервуда и преселила у Индију на једанаест година. Прешла је у евангелистичко хришћанство, отворила школе за децу војних официра и локалну индијску децу, усвојила незбринуту децу или сирочад и основала сиротиште. Била је инспирисана да пише белетристику за децу у војним камповима. Њен рад је био добро прихваћен у Британији, где су се Шервудови вратили 1816. године из медицинских разлога. Отворила је интернат, уређивала дечји часопис и објавила стотине трактата, романа и других дела за децу и сиромашне, што је повећало њену популарност и у Сједињеним Државама и у Британији. Умрла је 1851. у Твикенхаму у Мидлсексу.
Каријера Шервудове укључивала је три периода: њен романтични период (1795–1805), њен евангелистички период (1810. – око 1830), у којој је произвела своја најпопуларнија и најутицајнија дела, и њен постевангелистички период (око 1830−1851). Теме у њеном писању укључивале су „њено уверење у инхерентну људску корупцију“, њено уверење да књижевност „има катехетичку корист“ за сваки слој друштва, њено уверење да „динамика породичног живота“ треба да одражава централне хришћанске принципе, и њен „заразни„ антикатолицизам. Шервудову су називали „једном од најзначајнијих аутора књижевности за децу деветнаестог века”. Њени прикази породичног живота и веза са Индијом су можда утицали на многе младе читаоце, али њен рад је пао у немилост како се књижевност за децу проширила крајем деветнаестог века.

## Младост
Мери Марта Бат је рођена 6. маја 1775. у Стенфорду на Теми, у Вустерширу, као најстарија ћерка и друго дете Марте Бат и пречасног Џорџа Бата, капелана у ординарији Џорџа III. Као мало дете, пре шесте године, Шервудова је састављала приче у својој глави пре него што је могла да пише и молила је мајку да их запише. Њен брат је био њен стални пратилац.
Образовање Мери и њене сестре Луси Лителтон било је широког спектра за девојчице у касном осамнаестом веку: Шервудова је научила латински и грчки и било јој је дозвољено да слободно чита у библиотеци свог оца. У својој аутобиографији наводи да је до своје тринаесте године достигла пуну висину, али је мајка наставила да је облачи као дете, па се крила у шуми са књигом и лутком. Упркос свом усамљеном детињству, изгледа да је уживала у похађању школе за девојчице мадам Сент Квентин у Рединг опатији, коју су водили француски емигранти, а коју је такође похађала Џејн Остин.
Шервудова је провела неке од својих тинејџерских година у Личфилду, где је уживала у друштву природњака Еразма Дарвина, реформатора образовања Ричарда Ловела Еџворта, његове ћерке Марије Еџворт и песникиње Ане Сјуард. Иако су је они интелектуално стимулисали, била је узнемирена њиховим недостатком вере и касније је Ричарда Еџворта описала као „неверника“. Такође је критиковала Сјуардину личност женске ауторке, написавши у својој аутобиографији да се никада неће угледати на жену која носи перику и скупља мушке ласкавце. Била је одлучна да постане писац и отац ју је охрабривао. Када је имала 17 година, отац јој је помогао да објави своју прву причу, Традиције (1795).
Када јој је отац умро 1795. године, њена породица се повукла из активног друштвеног живота, пошто је њена мајка више волела изолацију, и преселила се у Бриџнорт, Шропшир, у „помало неудобну кућу“ у Хај улици у граду. У Бриџнорту је почела писати сентименталне романе; 1802. продала је Маргариту за 40 фунти господину Хазарду из Бата и Историју Сузан Греј, за 10 фунти. Такође је предавала у локалној недељној школи.

## Брак и Индија
Шервудова се 1799. удала за свог рођака, капетана Хенрија Шервуда. Неколико година је пратила свог мужа и његов пук, 53. пешачки, на дужностима широм Британије. Године 1804. унапређен је у благајника, што је мало поправило њихове финансије. Године 1805. пуку је наређено да оде у Индију и Шервудови су били приморани да оставе своје прво дете, Мери Хенријету, са њеном мајком и сестром у Енглеској.
Мерино четворомесечно путовање до Индије било је тешко; поново је била трудна и брод пука су напали француски ратни бродови. Шервудови су остали у Индији једанаест година; тамо су имали шесторо деце: Хенрија (1805–1807), Луси Марту (1807–1808), Луси Елизабет (1809–1835), Емили (1811–1833), Хенрија Мартина, који је постао министар (1813 – 21. јануара 1912) и Софију (рођена 1815).
Након смрти њеног другог детета, Хенрија, од великог кашља, Шервудова је почела да размишља о преласку на евангелистичко хришћанство. Мисионар Хенри Мартин (по коме је дала име свом шестом детету) коначно ју је убедио, али је капелан друштва био тај који ју је први учинио свесном своје „људске изопачености“ и потребе за искупљењем. Након преобраћења, била је нестрпљива да настави евангелистички мисионарски рад у Индији, али је прво морала да убеди Источноиндијску компанију да је њихова политика верске неутралности лоше осмишљена. Друштвена и политичка подршка мисионарским програмима у Британији на крају је убедила компанију да одобри њена настојања. Шервудова је основала школе за децу војних официра и за локалну индијску децу придодату логору. Често су учили у њеном дому јер није било доступних зграда. Прва школа је почела са 13 деце и нарасла на преко 40, са ученицима у распону од веома младих до адолесцената; повремено су присуствовали и необразовани војници. Шервудова је открила да традиционални британски наставни материјали не привлаче децу одгајану у Индији и стога је написала своје приче са индијском и војном темом, као што су Историја малог Хенрија и његовог носиоца (1814) и Мемоари наредника Далеа, његове ћерке и сирочета Марије (1815).
Шервудова је усвојила незбринуту децу или сирочад из логора. Године 1807. усвојила је трогодишње дете које је добило превише медицинског џина, а 1808. неухрањено двогодишње дете. Нашла је домове за оне које није могла да усвоји и основала је сиротиште. Године 1816, на основу лекарског савета, она и њена породица су се вратили у Британију. У својој аутобиографији наводи да је стално била болесна у Индији; тада се веровало да ни она ни њена деца не могу да преживе у тропској клими.

## Повратак у Британију и смрт
Када су се Шервудови вратили у Британију, били су у финансијским тешкоћама. Капетан Шервуд, пошто је добио пола плате, отворио је школу у Хенвику, у Вустерширу. Ослањајући се на своју ауторску славу и своје искуство у подучавању у Индији, Шервудова је одлучила да оснује интернат за девојчице у Вику; функционисао је осам година. Предавала је енглески, француски, астрономију, историју, географију, граматику, писање и аритметику. У исто време, написала је стотине трактата, романа и других дела за децу и сиромашне, повећавајући своју популарност и у Сједињеним Државама и у Британији. Историја Хенрија Милнера (1822) била је једна од најуспешнијих њених књига; деца су је молила да напише наставак. Бебе су добијале име по хероју. Шервудова је објавила велики део онога што је написала у The Youth Magazine, дечјем часопису који је уређивала више од 20 година.
До 1830-их, Шервудови су постали просперитетнији и породица је одлучила да отпутује на европски континент. Текстови које је Шервудова написала након овог путовања одражавају њену изложеност француској култури. У то време је такође кренула у велики и сложен пројекат Старог завета, за који је научила хебрејски. Да би јој помогао, њен муж је током десет година саставио велику хебрејско-енглеску конкордансу. Њена аутобиографија пружа неколико детаља о последњих отприлике четрдесет година њеног живота, иако је чак и у својим седамдесетим годинама писала четири или пет сати дневно; многе књиге су настале у коауторству са њеном ћерком, Софијом.
Године 1849. Шервудови су се преселили у Твикенхам, Мидлсекс, а у децембру те године је умро капетан Шервуд. Мери је умрла скоро две године касније, 20. септембра 1851.

## Књижевна анализа
Ученица Мери Шервуд, М. Ненси Кат, тврдила је да се Мерина каријера дели на три периода: (1) њен романтични период (1795–1805), у којем је написала неколико сентименталних романа, (2) њен евангелистички период (1810. – око 1830.), у којем је произвела своја најпопуларнија и најутицајнија дела, и (3) њен пост-евангелистички период ( око 1830. - 1851.). Неколико основних тема прожима већину Мериних дела кроз ове периоде: „њено уверење о инхерентној људској корупцији“, њено уверење да књижевност „има катехетичку корист“ за сваки слој друштва, њено уверење да „динамика породичног живота“ треба да одражава централне хришћанске принципе, и њен „вирулентни“ антикатолицизам.

### Рана дела: сентиментални романи
Најранија дела  Мери Шервуд су сентиментални романи Традиције (1795) и Маргарита (1795). Оба су познатија широм света од њених каснијих радова, али ниједно није добило велико признање. Насупрот томе, Историја Сузан Греј, написана за девојчице њеног одељења недељне школе у Бриџнорту, учинила је Шервудову познатим аутором. Као и трактати Хане Мор, осмишљена је да поучи сиромашне моралу средње класе. Упркос дидактичком тону који је често неукусан савременим читаоцима, Сузан Греј је била толико популарна у време њеног објављивања да је неколико издавача пиратирало. Шервудова је написала пратећу причу за Сузан Греј, Историја Луси Клер, која је објављена 1810.

### Француски књижевни утицаји
Иако се Шервудова није слагала са принципима које су заступали француски револуционари, њена дела су направљена по узору на француску књижевност за децу, од којих је велики део прожет Русоовским идеалима. Као пример, The Lady of the Manor (1823–1829) дели сличне теме и структуре са Tales of the Castle (1785) Контесе де Жанлис.
Један од Мериних циљева у њеној евангелистичкој теми Историја Хенрија Милнера (1822–1837) био је да оспори оно што је видела као не-религију својствену француској педагогији. Стручњак за дечју књижевност Џенис Досон указује да структура и нагласак Хенрија много подсећају на Русоовог Емила (1762): њихове педагогије су сличне, чак и ако су њихове основне претпоставке о детињству супротне. Обе књиге изолују дете како би подстакле учење из света природе, али Мерин Хенри је природно изопачен, док је Русоов Емил природно добар. Како је серија напредовала, њени погледи на религију су се променили (постала је универзалиста), због чега је у каснијим томовима ставила већи нагласак на невиност детињства.

### Евангелизам
Најјаче теме у Мериним раним евангелистичким делима су потреба да се препозна нечија урођена „изопаченост“ и потреба да се припреми за вечност. За Шервудову, њене главне теме наглашавају „веру, резигнацију и имплицитну послушност Божјој вољи“. У својој адаптацији дела Џона Банјана Ходочасничков пут (1678) - Пут детета (1821), она представља првобитни грех као дете које искушава младе ходочаснике на путу до Небеског града. Управо ови сукоби представљају главни конфликт текста. Алегорија је сложена и, како Демерс признаје, „заморна“ чак и за „спремног читаоца“.
Шервудова је унела у своја дела политичке и друштвене поруке драге евангелистима 1810-их и 1820-их, као што су кључна улога мисија, вредност доброчинства, зла ропства и потреба за светковањем суботе. Написала је библијски засноване уводе у астрономију и античку историју како би деца имала хришћанске уџбенике. Ревидирала је класичне књиге за децу на верским основама, као што је Гувернанта Саре Филдинг (1749). Ови напори да се религија учини пријатнијом кроз дечју белетристику није увек била допадљива евангеличкој заједници; The Evangelical Magazine је оштро рецензирао њене приче, Објашњење црквеног катихизиса (1817), пожаливши се да се превише ослања на узбудљиве измишљене приче како би пренела своју верску поруку.

#### Историја породице Ферчајлд(1818–1847)
Од свих књига Мери Шервуд са евангелистичким темама, Историја породице Ферчајлд је била најпопуларнија; прича причу о породици која тежи побожности и састоји се од низа лекција које су родитељи Ферчајлд научили своје троје деце у вези не само правилног усмеравања њихових душа према небу, већ и такође исправног земаљског морала (завист, похлепа, лаж, непослушност и туча су неморални). Свеобухватни наратив приче укључује низ прича налик на трактат које илуструју ове моралне лекције.
Породица Ферчајлд остала је у штампи до 1913. године, упркос све популарнијој Вордсвортској слици невиности детињства. Дикенсова ученица Луис Е. Чејни је сугерисала да је то „утицало на Дикенсове приказе Пипових страхова од осуђеника, вешала и "ужасног младића" на крају поглавља 1” у Великим очекивањима (1860–1861). Стручњак за дечју књижевност Џилијан Ејвери тврди да је Породица Ферчајлд била „део енглеског детињства онолико колико је Алиса касније постала“. Већина критичара двадесетог века, укључујући Џорџа Орвела, који ју је назвао „злом књигом“, осудили су грубост књиге; али М. Ненси Кат и други тврде да је позитиван приказ нуклеарне породице у тексту, посебно Мерин нагласак на одговорности родитеља да образују сопствену децу, био важан за привлачност књиге. Она тврди да се Мерин „утицај“, кроз књиге као што је Породица Ферчајлд, „на домаћи образац викторијанског живота тешко може преценити“.
Породица Ферчајлд је била толико успешна да је Шервудова написала два наставка, 1842. и 1847. године. Најобимнија тематска промена у серији био је нестанак евангелизације. Док све лекције у Делу I истичу дечју „људску изопаченост“ и подстичу читаоца да размишља у терминима загробног живота, у II и  IIII делу, друге викторијанске вредности као што су „угледност“ и синовска послушност долазе до изражаја, а родитељи примењују блаже дисциплинске тактике него у Делу I.

#### Антикатолицизам 1830-их година
Антикатолицизам Мери Шервуд се најочигледније појављује у њеним делима из 1820-их и 1830-их. Током 1820-их у Британији, католици су агитирали за већа грађанска права и управо у то време Шервудова је написала своје најтеже нападе против њих. Када је усвојен Закон о римокатоличкој помоћи 1829, Шервуд и многи попут ње су се уплашили утицаја који би католици могли стећи у влади; она је написала Викторију (1833), Часну сестру (1833), и Монах од Симиса (1834) да илуструје неке од наводних опасности католицизма.

### Колонијализам
Док је била у Индији, Шервудова је написала низ текстова заснованих на колонијалном животу. Њена најпопуларнија, Историја малог Хенрија и његовог носиоца (1814), говори о младом британском дечаку који, на самртној постељи, преобраћује Бусија, Индијца који се о њему бринуо током детињства. Књига је имала огроман успех; достигла је 37 издања до 1850. и преведена је на француски, немачки, шпански, хиндустански, кинески и синхалешки језик. Њена прича спаја реалистично са сентименталним и упознаје читаоце са хинду речима и описима онога што је сматрала аутентичним индијским животом. Шервудова је такође написала пратећу причу под називом Мала Луси и њена Даје (1825) која је причала сличну причу.
Индијски ходочасник (1818) показује Мерину верску пристрасност: „Муслимани и Јевреји имају бољи третман од Индуса због вере у једног Бога, али римокатолици пролазе мало боље од хиндуистичких идолопоклоника. Индијски ходочасник, иако никада није објављен у Индији, био је популаран у Британији и Америци. Шервудова је такође писала текстове за индијске слуге британских породица у стилу британских дела за сиромашне. Једна таква била је Аја и дама (1813) у којој је аја или слушкиња „приказана као лукава, себична, лења и неповерљива. Њени послодавци су добро свесни њених грешака, али је толеришу." Културолошки осетљивији и реалистичнији приказ Индијаца појављује се у Последњим данима Бусија (1842), наставку Историје малог Хенрија и његовог носиоца, где је преобраћени Буси избачен из своје породице и заједнице након преласка у хришћанство.
Дела о Индији откривају њен осећај супериорности над становницима Индије; потконтинент се стога у њеним делима појављује као морално искварена земља којој је потребна реформација. Написала је Историју Џорџа Дезмонда (1821) како би упозорила младиће на опасности емигрирања у Индију. Њене књиге обликовале су умове неколико генерација младих Британаца.

### Каснија дела: Викторијанство
Од 1830. дела Мери Шервуд су се удаљила од евангелизма и одражавала су конвенционалније викторијанске заплете и теме. На пример, Gipsy Babes (1826), можда инспирисан Guy Mannering-ом (1815) Валтера Скота, наглашава „људску наклоност“. Године 1835. написала је готички роман за адолесценте под насловом Shanty the Blacksmith, који Катова назива „занимљивом и узбудљивом причом“ и користи карактеристике жанра: „изгубљени наследник, разрушени замак, скромни помагачи и верни чувар, злокобни и мистериозни цигани, затвореник и завера“. Године 1835. Шервудова је објавила роман Caroline Mordaunt, о младој жени која је принуђена да постане гувернанта. Родитељи јој умиру када је млада, али на срећу рођаци плаћају школовање, тако да може сама да зарађује за живот. Прати њен напредак од полетне, незадовољне девојке до поуздане, задовољне жене; она учи да се прилагоди хировима поносног племства, глупих литерата и догматских евангелиста. Она схвата да у свом зависном положају мора да се задовољи са мање него потпуном срећом. Међутим, када то препозна, проналази Бога, а у последњем поглављу идеалног мужа, што јој на крају крајева даје скоро потпуну срећу. Катова сугерише да се у овим делима Шервудова ослонила на Џејн Остин и Џејн Тејлор за нову „живу, духовиту и сатиричну линију“.

## Наслеђе
Како је британски образовни систем постао секуларнији у каснијем деветнаестом веку, евангелистичке књиге Мери Шервуд су коришћене углавном за подучавање сиромашних и у недељним школама. Њене мисионарске приче биле су најутицајније од свих њених дела, јер су, према Катовој, „одржале у животу мисионарски дух и овековечиле тај очински став према Индији који је трајао до 20. века, биле су нашироко опонашане“ и „несрећна претпоставка расне супериорности подстицала је претерано упрошћавање неких наследника гђе Шервуд". Оне су утицале на Шарлот Марију Такер, па чак и можда на Радјарда Киплинга. У Сједињеним Државама, њена рана дела су била популарна и поново објављивана све до 1840-их; након тога традиција америчке књижевности за децу је почела да се развија са ауторима као што је Луиза Меј Алкот. Шервудова је такође била кључна у развоју идеологије викторијанске породице. Катова признаје да „свезнајући викторијански родитељ није креација гђе. Шервуд, већ самих Викторијанаца; ипак, представљајући родитеља као Божјег намесника у породици, она је засадила и подстакла ту идеју“.
Распрострањеност смрти у раним причама Мери Шервуд и живописан приказ њених световних и оностраних последица често су изазивали критичаре двадесетог века да се ругају њеним делима. Међутим, њене приче су утицале на стилове других писаца као што су Чарлс Кингсли и Шарлот Мери Јонг. Претпоставља се да је Џон Раскин користио Хенрија Милнера као основу за своју маштовиту аутобиографију Праетерита (1885–1889). Мерини наративни експерименти са различитим жанровима омогућили су другим писцима да се баве иновативним облицима дечје фикције. Њена маштовита употреба трактата одомаћила је реформистичку литературу и подстакла радикале као што је Харијет Мартино да користе исти жанр, иако у супротне сврхе. Због популарности дела Шервудове и њиховог утицаја на касније писце, Џенис Досон пише: „Иако се њене књиге више не читају, она се сматра једним од најзначајнијих аутора књижевности за децу 19. века“.

## Фусноте
1. ↑  Quoted in Harper 2004, стр. 3.
2. ↑  See also Harper 2004, стр. 5.

### Онлајн извори
- Works by Mary Martha Sherwood at Project Gutenberg
- Works by or about Mary Martha Sherwood at Internet Archive
- Мери Марта Шервуд на сајту LibriVox (језик: енглески)
- Works by Mary Martha Sherwood at Toronto Public Library